# KBSホール (韓国)
KBSホールは韓国ソウル市汝矣島の韓国放送公社本館内にあるホール。毎週KBSテレビの公開番組「開かれた音楽会」、「歌謡舞台」や、12月のKBS歌謡祭などが行われる。完成は1991年9月7日。客席数は1824席。また、オペラやバレエ、KBS交響楽団の演奏会も行われている。
またソウル市以外にも釜山、蔚山、昌原にKBSホールが存在しているが、こちらはKBS釜山ホール、KBS蔚山ホール、KBS昌原ホールと表記して区別する。

## 交通アクセス
- ソウル地下鉄5号線 汝矣島駅3番出口下車、汝矣島公園を横切らなければならない。
- ソウル地下鉄9号線 国会議事堂駅4番出口下車、放送センターがある放送の道を通れば3分かかる。